# District d'Ambato-Boeny
Le district d'Ambato-Boeny est un district de la région de Boeny, situé dans l'Ouest de Madagascar.
Son chef lieu est Mahajanga.

## Géographie
Le district d'Ambato Boeny est une subdivision administrative située dans la région de Boeny, au nord-ouest de Madagascar. Il est bordé par l'océan Indien à l'ouest et entouré par d'autres districts de la région. Son relief est varié, comprenant des plaines côtières, des zones de savane et des formations rocheuses.

### Administration
Le district fait partie de la région Boeny et est administrativement rattaché à la province de Mahajanga. Il est composé de plusieurs communes, dont certaines sont rurales et d'autres urbaines. L'administration locale est assurée par un chef de district, sous l'autorité du gouverneur de région.

#### Population
La population du district est majoritairement composée de groupes ethniques locaux, notamment les Sakalava, qui sont historiquement les habitants de cette région. L'économie locale repose principalement sur l'agriculture, la pêche et l'élevage.

##### Économie
L'économie du district repose sur :
L’agriculture : culture du riz, du maïs, du manioc et d’autres produits vivriers.
L’élevage : en particulier de zébus, une activité centrale dans la région.
La pêche : pratiquée sur la côte et dans les rivières.
Le commerce : échanges de produits locaux avec d’autres régions de Madagascar.

##### Environnement et biodiversité
Le district d’Ambato Boeny abrite des zones protégées et des écosystèmes riches en biodiversité. On y trouve des mangroves, des forêts sèches et plusieurs espèces endémiques. La conservation de ces espaces est un enjeu important face aux défis environnementaux, notamment la déforestation et le changement climatique.

## Transport et infrastructures
Le district est relié à Mahajanga, la capitale régionale, par des routes nationales et des pistes secondaires. Les infrastructures routières sont parfois en mauvais état, rendant les déplacements difficiles en saison des pluies.

## Culture et traditions
Les habitants du district perpétuent des traditions culturelles sakalava, notamment à travers la musique, la danse et les cérémonies traditionnelles. Les festivals locaux jouent un rôle clé dans la transmission de l’identité culturelle de la région.
Les 11 communes rurales:
- Ambato Ambarimay
- Ambondromamy
- Andranofasika
- Andranomamy
- Anjiajia
- Ankijabe
- Ankirihitra
- Madirovalo
- Manerinerina
- Sitampiky
- Tsaramandroso